# Eduardo Figueroa Geisse
Eduardo Figueroa Geisse (Santiago, 12 de febrero de 1916 - Santiago, 2 de diciembre de 2000) fue un ingeniero, economista, empresario y consultor chileno.
Cumplió funciones como ministro de Hacienda del presidente Jorge Alessandri y como presidente del Banco Central de su país por un periodo de dos años, entre 1959 y 1961.

## Familia y estudios
Sus padres fueron Héctor Figueroa Vial y Ema Geisse. Contrajo matrimonio con Teresa Orrego Lyon.
Estudió en el Instituto Andrés Bello de la capital e ingeniería civil en la Universidad de Chile, titulándose en el año 1940.

## En el Estado
Tras recibirse ingresó a la estatal Corporación de Fomento de la Producción (Corfo), entidad en la que le tocó dirigir el proyecto que permitió la implementación de una planta siderúrgica San Vicente de la Compañía de Acero del Pacífico (CAP), unidad de la que llegó a ser gerente general.
En 1959 fue nombrado presidente del Banco Central por Alessandri Rodríguez, ejerciendo hasta 1961. Durante ese mismo periodo presidencial ejerció por poco más de un año como ministro de Hacienda.

## Otras actividades
Fue gobernador en propiedad ante el Fondo Monetario Internacional (FMI) en representación de Chile. Fue además, miembro del Instituto de Ingenieros de Chile.